# Jo Yoon-hee
Jo Yoon-hee es una actriz surcoreana. 

## Vida personal
Comenzó a salir con el actor Lee Dong-gun (su coestrella en "The Gentlemen of Wolgyesu Tailor Shop"). El 2 de mayo de 2017 anunciaron que habían registrado su matrimonio y que ellos estaban esperando a su primera hija, Lee Roa, a quien le dieron la bienvenida el 14 de diciembre del mismo año. La pareja celebró una ceremonia de boda privada el 29 de septiembre del 2017, sin embargo el 22 de mayo de 2020 la pareja anunció que se habían divorciado después de tres años de matrimonio.

## Carrera
Es principalmente conocida por ser la protagonista de los dramas de televisión My Husband Got a Family (2012) y Nine: Nine Time Travels (2013).
En septiembre de 2019 se unió al elenco principal de la serie Beautiful Love, Wonderful Life (también conocida como "Love is Beautiful, Life is Wonderful") donde dio ida a Kim Seol-ah, una mujer ambiciosa y ex-anunciadora que a pesar de llevar una vida glamorosa tiene muchas preocupaciones, hasta el final de la serie el 22 de marzo del 2020.

## Filmografía

### Series
| Año     | Título                                    | Rol                            | Red   | Notas            | Ref.                 |
| ------- | ----------------------------------------- | ------------------------------ | ----- | ---------------- | -------------------- |
| 2002    | Orange                                    | Jo Yoon-hee                    | SBS   |                  |                      |
| 2003    | Love Letter                               | Jung Yu-ri                     | MBC   |                  |                      |
| 2004    | Butterfly                                 | Ji-won                         | MBC   | MBC Best Theater |                      |
| 2004    | Snow White: Taste Sweet Love              | Tsukihara Minako               | KBS2  |                  |                      |
| 2006    | Love Can't Wait                           | Kang Hee-soo                   | MBC   |                  |                      |
| 2007    | GOD                                       | Hong Seo-yeon                  | KBS2  | Drama City       |                      |
| 2008    | LoveForSale.com                           | Ji Yeon-woo                    | KBS2  | Drama City       |                      |
| 2008    | Spotlight                                 | Chae Myung-eun                 | MBC   |                  |                      |
| 2009    | Hometown Legends "The Grudge Island"      | Mi-hyang                       | KBS2  |                  |                      |
| 2009    | Hot Blood                                 | Min Da-hae                     | KBS2  |                  |                      |
| 2009    | Smile, You                                | Cita a ciegas de Kang Hyun-soo | SBS   | Cameo            |                      |
| 2010    | Golden Fish                               | Han Ji-min                     | MBC   |                  |                      |
| 2011    | Lie To Me                                 | Oh Yoon-joo                    | SBS   |                  |                      |
| 2012    | My Husband Got a Family                   | Bang Yi-sook                   | KBS2  |                  |                      |
| 2013    | Love in Memory                            |                                | Naver |                  | [ 9 ]                |
| 2013    | Nine: Nine Time Travels                   | Joo Min-young                  | tvN   |                  |                      |
| 2013    | Scandal: A Shocking and Wrongful Incident | Woo Ah-mi                      | MBC   |                  |                      |
| 2014    | The King's Face                           | Kim Ga-hee                     | KBS2  |                  |                      |
| 2015    | The Producers                             | Shin Hae-joo                   | KBS2  | Cameo, ep. 1-4   |                      |
| 2016    | Pied Piper                                | Yeo Myung-ha                   | tvN   |                  |                      |
| 2016    | The Gentlemen of Wolgyesu Tailor Shop     | Na Yeon-sil                    | KBS2  |                  |                      |
| 2019-20 | Beautiful Love, Wonderful Life            | Kim Seol-ah                    | KBS2  |                  |                      |
| 2023    | 7 Escape                                  | Go Myung-ji                    | SBS   |                  | [ 10 ] [ 11 ]        |
| 2025    | Otro brindis para el amor                 | Han Hyun-ju                    | tvN   |                  | [ 12 ] [ 13 ] [ 14 ] |
| 2025    | La jugada ganadora                        | Kim Soo-hyun                   | SBS   |                  | [ 15 ]               |

### Películas
| Año  | Título                          | Rol                   |
| ---- | ------------------------------- | --------------------- |
| 2003 | The Last Supper                 | Lee Jae-rim           |
| 2004 | Taegukgi                        | nieta de Lee Jin-seok |
| 2008 | Living Together, Happy Together | Noh Yoo-jin           |
| 2009 | 4th Period Mystery              | Hong Joo-hee (cameo)  |
| 2012 | Doomsday Book                   | Ji-eun                |
| 2012 | The Traffickers                 | Yoo-ri                |
| 2014 | The Con Artists                 | Eun-ha                |
| 2015 | Joseon Magician                 | Bo-eum                |
| 2016 | Luck Key                        | Rina                  |

### Espectáculo de variedades
| Año  | Título                                   | Red       | Notas |
| ---- | ---------------------------------------- | --------- | ----- |
| 2002 | Music Plus                               | KBS2      |       |
| 2002 | Soulmates                                | MBC       |       |
| 2003 | The War of Roses                         | KBS2      |       |
| 2011 | I'm Real: Jo Yoon-hee                    | QTV       |       |
| 2013 | Koica's Dream                            | MBC       |       |
| 2013 | Jo Yoon-hee: Dressed Up in Beverly Hills | MBC QueeN |       |

### Vídeos musicales
| Año  | Canción                                  | Artista                         |
| ---- | ---------------------------------------- | ------------------------------- |
| 1999 | "I Believe"                              | Lee Soo-young                   |
| 2000 | "For You...."                            | Lee Ji-hoon                     |
| 2001 | "Doll"                                   | Lee Ji-hoon feat. Shin Hye-sung |
| 2001 | "Charari"                                | Lee Soo-young                   |
| 2001 | "Bus Stop"                               | Lee Soo-young                   |
| 2001 | "Fantasy"                                | Lee Soo-young                   |
| 2001 | "Cafe"                                   | Lee Soo-young                   |
| 2002 | "La La La"                               | Lee Soo-young                   |
| 2002 | "Debt"                                   | Lee Soo-young                   |
| 2003 | "Goodbye"                                | Lee Soo-young                   |
| 2003 | "Left Alone"                             | Lee Soo-young                   |
| 2003 | "I Still Bite My Lips"                   | Lee Soo-young                   |
| 2003 | "Have Yourself A Merry Little Christmas" | Lee Seung-chul                  |
| 2004 | "Gwanghwamun Love Song"                  | Lee Soo-young                   |
| 2006 | "Confession"                             | 4Men                            |
| 2013 | "Goodbye in Once Upon a Time"            | Eric Nam                        |

## Premios y nominaciones
| Año  | Premio                 | Categoría                                       | Nominación                                | Resultado |
| ---- | ---------------------- | ----------------------------------------------- | ----------------------------------------- | --------- |
| 2009 | KBS Drama Awards       | mejor actriz nueva                              | Hot Blood                                 | Nominada  |
| 2010 | MBC Drama Awards       | mejor actriz nueva                              | Golden Fish                               | Ganadora  |
| 2012 | 5th Style Icon Awards  | nuevo icono                                     | My Husband Got a Family                   | Ganadora  |
| 2012 | KBS Drama Awards       | mejor pareja junto a Lee Hee-joon               | My Husband Got a Family                   | Ganadora  |
| 2012 | KBS Drama Awards       | mejor actriz de reparto                         | My Husband Got a Family                   | Ganadora  |
| 2013 | 6th Korea Drama Awards | mejor pareja junto a Lee Jin-wook               | Nine: Nine Time Travels                   | Nominada  |
| 2013 | 6th Korea Drama Awards | alta excelencia, actriz                         | Nine: Nine Time Travels                   | Ganadora  |
| 2013 | MBC Drama Awards       | alta excelencia, actriz                         | Scandal: A Shocking and Wrongful Incident | Nominada  |
| 2014 | KBS Drama Awards       | alta excelencia, actriz                         | The King's Face                           | Nominada  |
| 2016 | KBS Drama Awards       | alta excelencia, actriz                         | The Gentlemen of Wolgyesu Tailor Shop     | Ganadora  |
| 2019 | KBS Drama Award        | Excellence Award, Actress in a Serial Drama     | Beautiful Love, Wonderful Life            | Nominada  |
| 2019 | KBS Drama Award        | Best Couple (junto a Yoon Park)                 | Beautiful Love, Wonderful Life            | Nominados |
| 2019 | KBS Drama Award        | Netizen Award                                   | Beautiful Love, Wonderful Life            | Nominada  |
| 2020 | 7th APAN Star Award    | Top Excellence Award, Actress in a Serial Drama | Beautiful Love, Wonderful Life            | Nominada  |